# Piazza Slavija
Piazza Slavija (in lingua serba: Трг Славија / Trg Slavija) è un'importante piazza commerciale e congiunzione di Belgrado (Serbia), situata tra le intersezioni di Kralja Milana, Beogradska, Makenzijeva, Svetosavska, Bulevar oslobođenja, Deligradska e Nemanjina. La piazza era stato precedentemente intitolata al socialista serbo Dimitrije Tucović dal 1947 al 2000.

## Posizione

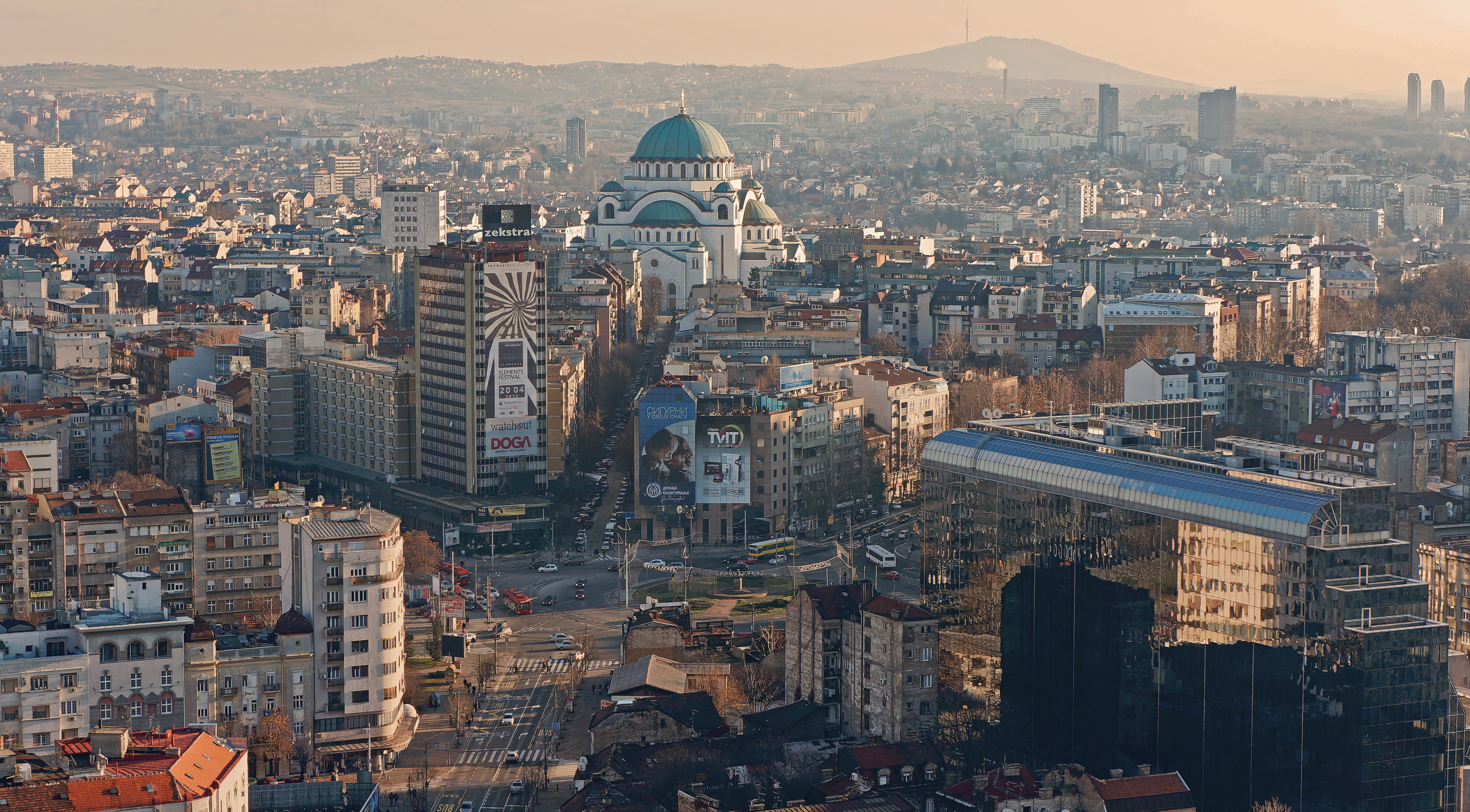
Piazza Slavija con lo sfondo panoramico di Belgrado

Piazza Slavija si trova a meno di 1,5 chilometri a sud di Terazije (centro di Belgrado), ad un'altitudine di 117 metri. La maggior parte della piazza appartiene alla municipalità di Vračar, mentre la parte occidentale appartengono alla municipalità di Savski Venac. Il quartiere che circonda la piazza confina con i quartieri di Cvetni Trg a nord, i sotto-quartieri di Grantovac a nord-est, Englezovac/Savinac nel sud-est e Zapadni ad ovest.

## Storia

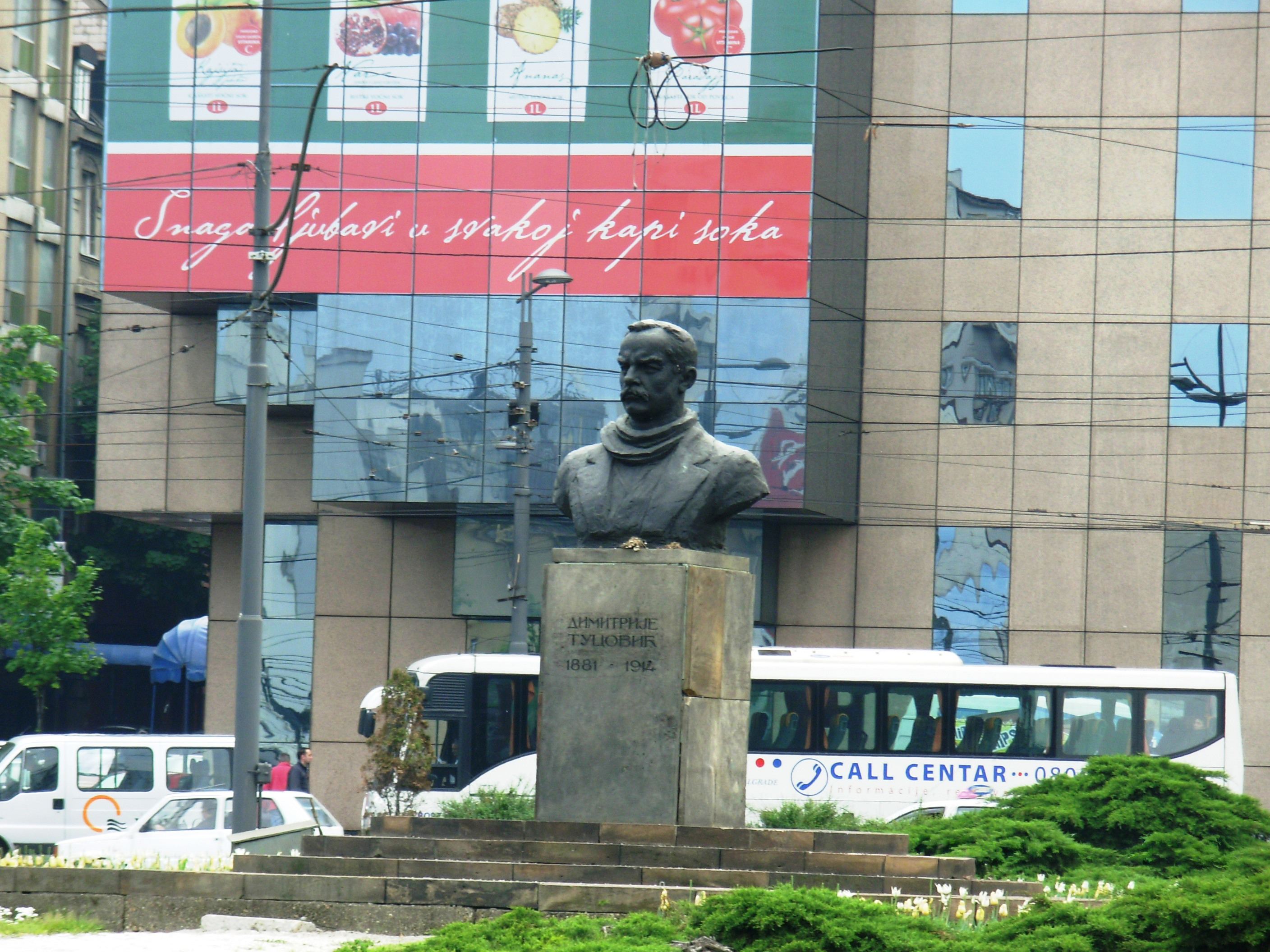
Busto in bronzo di Dimitrije Tucović sull'altura centrale

Fino al 1880, nella zona attorno a piazza Slavija c'era un grande lago nella periferia orientale della città. La formazione della piazza è iniziato quando un noto uomo d'affari scozzese, Francis Mackenzie, comprò un grosso appezzamento sopra l'attuale piazza e lo parcellizzò per la vendita (l'area divenne poi nota come Englezovac). Poco dopo, Mackenzie vi costruì la propria casa (nel luogo in cui era situato il vecchio cinema "Slavija"), che nel 1910 venne trasformata in Centro Popolare Socialista, un luogo di ritrovo del movimento operaio. Altri edifici più piccoli si trovavano nell'angolo con Kralja Milana come i famosi caffè "Tri seljaka" e "Rudničanin", distrutti prima e durante la seconda guerra mondiale.
Piazza Slavija fu progettata urbanisticamente come luogo finale di una successione di piazze lungo il percorso del centro di Belgrado, da Kalemegdan a Englezovac: Studentski Trg - piazza della Repubblica - Terazije - Cvetni Trg e Slavija. Col tempo, Studentski Trg e Terazije persero la loro funzione di piazza quadrata, diventando strade; mentre Cvetni Trg, con le radicali modifiche nei primi anni del 2000, è completamente sparita, cosicché oggigiorno solo piazza Slavija e piazza della Repubblica rimangono le uniche piazze nel centro di Belgrado.
Dopo la seconda guerra mondiale, il nuovo regime comunista ribattezzò la piazza nel 1947 in onore della figura socialista di spicco, Dimitrije Tucovic: fu collocato un busto in bronzo di Tucović (opera di Stevan Bodnar) al plateau della piazza centrale. Nei primi anni 2000 il nome fu ufficialmente cambiato in Slavija.
L'Hotel Slavija fu costruito nel 1962, e successivamente ampliato (complesso Slavija A e Slavija B). Una terza aggiunta, l'ultra moderno Slavija Lux è stato costruito nel 1989.
Nella piazza è posizionato anche il primo ristorante McDonald's costruito nell'Europa orientale, inaugurato il 24 marzo 1988 ed ancora attivo.

## Importanza del traffico

Rotatoria delle linee dei tram nella piazza Slavija

Slavia è uno dei luoghi più frequentati di Belgrado: è uno dei pochi posti in città dove operano tutti e tre i tipi di trasporto pubblico: tram, filobus e autobus urbani. Per questo motivo gli ingorghi sono un fenomeno comune. La rotatoria stradale si divide in otto blocchi, che continuano verso altre parti della città.

## Architettura
A causa dei numerosi e costanti cambiamenti, l'architettonica del tessuto urbano circostante la piazza Slavija è diventata sinonimo di uno spazio brutto e devastato e la fonte di una delle più famose leggende metropolitane di Belgrado: la maledizione della rupa Mitićeva (letteralmente il "buco di Mitić").

### Rupa Mitićeva
Una delle persone più ricche di Belgrado prima della seconda guerra mondiale, Vlada Mitić, acquistò un lotto nella piazza Slavija per costruirvi il più grande centro commerciale dei Balcani, ma lo scoppio della guerra fermò la realizzazione. Dopo la guerra, il governo comunista incarcerò Vlada Mitić, confiscandogli l'intera proprietà, compreso il lotto di Slavija, all'angolo delle strade Kralja Milana e Beogradska, oltre al denaro destinato per la costruzione del grande magazzino. Dal 1946 al 1980 furono completati ben 26 diversi progetti, ma nessuno di questi è mai stato realizzato. Successivamente, il sindaco di Belgrado, Bogdan Bogdanović, ha decise di installare in loco una grande meridiana. Nei primi anni 1990, la Dafiment banka, uno dei più importanti schemi piramidali del regime di Slobodan Milošević, acquistò il lotto annunciando la costruzione di un centro commerciale di dimensioni monumentali, ma dopo il fallimento dello schema (tecnicamente era infatti un tipico schema Ponzi) neanche questo progetto non venne realizzato, tanto che il terreno venne recintato e trasformato in discarica. Dopo la caduta del regime nel 2000, l'area è stata bonificata, con la realizzazione di un parco temporaneo. Successivamente, sono continuati gli annunci di progetti immobiliari, tutti falliti, tra cui l'ultra-moderno, gigantesco centro commerciale annunciato da investitori israeliani. Tale situazione pertanto fa considerare la "rupa" ("buco") un luogo maledetto.

### Edifici

#### Cinema Slavija
Nel luogo della ex-residenza di Francis Mackenzie, venne costruito il cinema "Slavija", il quale per decenni uno dei simboli di Belgrado. Il cinema fu demolito nei primi anni 1990, ma nessuno dei progetti di riqualificazione è stato finora realizzato; pertanto l'amministrazione comunale vi ha realizzato un parcheggio temporaneo.

#### Hotel Slavija
Nella piazza sono presenti tre alberghi:
- Slavija A, tra le vie Makenzijeva e Svetog Save, proprio sulla piazza;
- Slavija B, dietro la Slavija A;
- Slavija Lux, tra le due altre vecchie strutture

Il vecchio hotel Slavija, costruito a partire dal 1962 con stile architettonico internazionale, è oggi visto dagli abitanti di Belgrado come un edificio obsoleto e degradato, con il suo aspetto simile ad un ospedale, rispetto alla modernità del marmo e del vetro dello Slavija Lux, che si inserisce perfettamente negli edifici dietro. All'interno dell'hotel è riccamente addobbata con pannelli di legno sulla maggior parte delle superfici nelle camere. È dotato di un casinò e di un ristorante. Il vecchio hotel non è stato mai completamente ristrutturato dal 1962, ma è tuttora parzialmente operativo.

#### Banca nazionale di Serbia

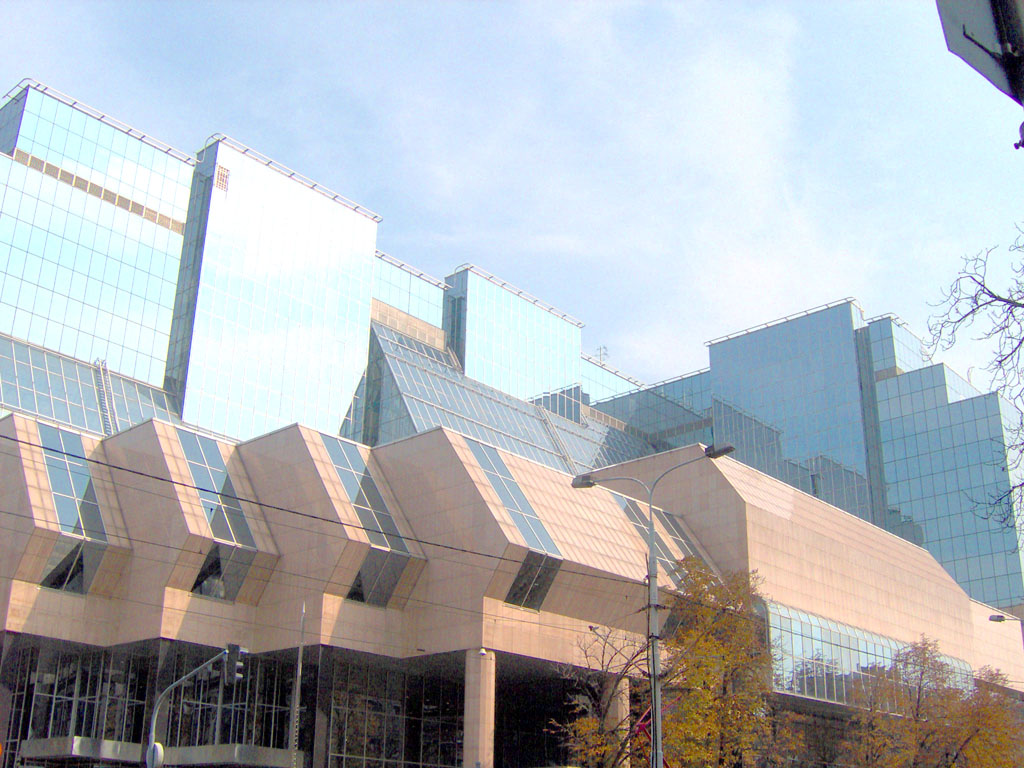
La sede operativa centrale della Banca Nazionale di Serbia

La costruzione del nuovo edificio della Banca nazionale di Serbia iniziò nei primi anni 1990. Si trova nella parte più isolata dalla piazza stessa, ma a causa della sua dimensione, è visibile da molte parti di Belgrado. Problemi economici causarono il ritardo nel completamento dell'edificio per oltre un decennio e mezzo. L'edificio in vetro-cemento fu terminato nel 2006.
La costruzione massiccia è ritenuta antiestetica ed inadeguata per la posizione da molti belgradesi, tanto che nel 1994 l'allora governatore della banca, Dragoslav Avramović, dichiarò che non vi avrebbe messo piede, anche se l'edificio fosse stato completato in tempo. Infatti, a tutt'oggi, la sede istituzionale, la direzione centrale e, soprattutto, gli uffici del governatore, sono rimasti nella storica sede di Via Kralja Petra.